# Mirab Omo
Mirab Omo è una delle zone amministrative in cui è suddivisa la Regione delle Nazioni, Nazionalità e Popoli del Sud in Etiopia.

## Woreda
La zona è composta da 7 woreda:
1. Bero
2. Gachit
3. Gori Gesha
4. Maji
5. Menit Goldiye
6. Menit Shasha
7. Surma